# ASK Voitsberg
ASK Voitsberg is een Oostenrijkse voetbalclub uit het dorp Voitsberg in de deelstaat Stiermarken. De voetbalvereniging is opgericht in 1921. Zwart en wit zijn de clubkleuren.

## Geschiedenis
In 1982/83 won ASK Voitsberg de titel in de Regionalliga Mitte en de daaropvolgende play-offs, waardoor het voor het eerst promoveerde naar het tweede Oostenrijkse niveau. Na twee seizoenen nam het afscheid van het profvoetbal.
Pas in 2023/24 werd weer de stap naar de 2. Liga gezet door middel van het behalen van het kampioenschap in de Regionalliga.

## Erelijst
- Regionalliga Mitte (niveau drie)

2023/24